# 岡山県立東岡山工業高等学校
岡山県立東岡山工業高等学校（おかやまけんりつ ひがしおかやまこうぎょうこうとうがっこう）は、岡山県岡山市中区土田にある県立工業高等学校。略称は「東岡工」（ひがしおかこう）、在校生と卒業生は「東工」(とうこう)と呼ぶ事が多い。

## 学科

### 現在の学科
- 機械科（1962年<昭和37年>～）
- 電気科（1962年<昭和37年>～）
- 電子機械科（1989年<平成元年>～）
現在上記の3科は1学年は機電子科として学び、2学年目から3科に分かれる。

- 工業化学科（1962年<昭和37年>～）
- 設備システム科（1994年<平成6年>～）

### 過去に存在した学科
- 工業計測科
現在は廃止（1968年<昭和43年>～1989年<平成元年>）。平成元年度より電子機械科に科名変更。

### 学科の略称
- 機械科:M
- 電気科:E
- 電子機械科:R
- 機電子科:G
- 工業化学科:C
- 設備システム科:S

それぞれ、Machine、Electric、Robot、Group、Chemistry、Systemの略となっている。

## 校訓
- 自律・友愛・勤労・合理性

## 校歌
- 作曲：沖不可止 作詞：永瀬清子

## 沿革
- 1962年（昭和37年） 
  - 3月 - 岡山県立東岡山工業高等学校の開設が告示。
  - 機械・電気・工業化学の3学科で設立。
  - 4月 - 岡山県立東岡山工業高等学校が開校。
  - 開校式及び入学式を挙行、岡山工業高校内の仮校舎（旧・岡山県庁仮庁舎）で授業を開始。
- 1963年（昭和38年）
  - 3月 - 新校舎に移転。
  - 9月 - 第1回開校記念式を挙行、校歌制定を発表。
- 1964年（昭和39年）6月 - 定礎碑の除幕式を挙行。
- 1968年（昭和43年）4月 - 工業計測科を新設。
- 1972年（昭和47年）10月 - 創立10周年記念式典を挙行。
- 1977年（昭和52年） - 創立15周年記念式典、有朋会館落成記念式典を挙行。
- 1987年（昭和62年）10月 - 創立25周年記念式典を挙行。
- 1989年（平成元年）4月 - 工業計測科を電子機械科に科名変更。
- 1992年（平成4年）9月 - 創立30周年記念式典を挙行。
- 1994年（平成6年）4月 - 設備システム科を新設。
- 1999年（平成11年）10月 - 「レインボーシャワー」が完成。
- 2002年（平成14年）10月 - 創立40周年記念式典を挙行。
- 2012年（平成24年）10月 - 創立50周年記念式典を挙行。

## 行事
- 毎年冬休み明けに、近くの竜ノ口山に全校生徒で山登り。帰校後にぜんざいを食べる。
- 2月下旬に、2年生が例年的に北海道に修学旅行へ。3泊4日のスキー合宿。
- 5月上旬に全学年が校外研修へ。
- 6月、10月、2月に一斉漢字テストを実施。
- 9月、開校記念行事。演劇鑑賞など。体育祭。
- 10or11月、東工祭。2日間にわたって催され、2日目は一般公開。
- 各学期の最初、東工祭前、修学旅行前、卒業式前等に頭髪服装検査が行われる。基準は科、学年、性別によって若干違う。

## 部活動
文化部
- 吹奏楽
- 地理研究
- 化学研究
- 社会問題研究
- 科学工作
- JRC

- 写真
- 放送文化
- 将棋
- 芸術
- コンピュータ

運動部
- 野球
- ソフトボール
- ソフトテニス
- テニス
- サッカー
- バスケットボール
- バレーボール
- ハンドボール
- 卓球
- バドミントン

- 山岳
- 柔道
- 剣道
- 弓道
- 空手道
- 少林寺拳法
- ボート
- 陸上競技
- 自転車競技
- ウエイトリフティング

同好会
- 電験
- デザイン
- 模型

## その他

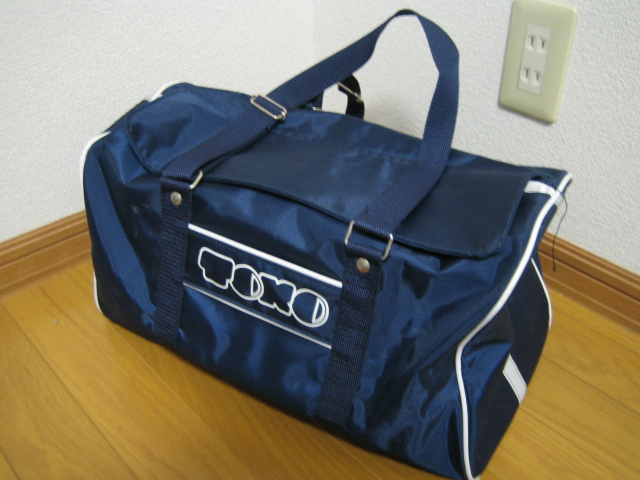
東工バッグ

- 東岡山工業高校の学生鞄（通称：東工バッグ）は人気が高く、他校の生徒にも愛用者が多い（その人気ゆえか校内でバックの盗難事件も起こっている）。

## 最寄駅
- 東岡山駅

## 著名な卒業生
- 河本準一（次長課長）・電子機械科卒業
  - 自身の著書「一人二役」とサイン入りの色紙を寄贈している。
  - 2007年10月23日に学校へ行こう!MAXの収録で相方の井上聡、V6の井ノ原快彦、三宅健とともに来校した。
- 片山明（元プロレスラー。新日本プロレス、SWSに所属していた）
- 森山泰年（レスリング選手）
- 小林良平（元俳優）
- 下田充利（元プロ野球選手）
- 三宅勝彦（元競輪選手）

## 周辺
- 岡山県立岡山城東高等学校
- 岡山県立岡山東養護学校
- 岡山県立岡山聾学校
- 中国銀行東岡山支店
- おかやま信用金庫東岡山支店
- ヤマザキデイリーストア
- ナフコ東岡山店
- ハローズ東岡山店
- リョービプラッツ雄町店
- 山陽マルナカ雄町店
- 山陽マルナカ東岡山店
- 宮脇書店東岡山店
- CoCo壱番屋東岡山店
- 岡山自動車教習所
- JR山陽新幹線
- JR山陽本線
- 国道250号(旧国道2号)
- 岡山県道81号東岡山御津線